# Carlos Vega (baterista cubano)
Carlos Vega (Cuba, 7 de diciembre de 1956 - Los Ángeles, 7 de abril de 1998) fue un baterista o batería de estudio cubano afincado en Los Ángeles, California (Estados Unidos). Formó parte de la escena musical de Los Ángeles desde finales de la década de 1970 hasta la década de 1990 participando en una amplia variedad de estilos durante el auge y la popularidad del movimiento de cantautores de California. Acompañó en múltiples actuaciones a James Taylor.

## Biografía
Carlos Vega nació en Cuba el 7 de diciembre de 1956 y se trasladó a Los Ángeles con sus padres y su hermana mayor, Sue. Asistió a la escuela secundaria Eagle Rock, en un suburbio de la ciudad. También conocía a varios jóvenes músicos de la escuela secundaria Grant, y colaboró con algunos de ellos, como Michael Landau, Jeff Porcaro, baterista de Toto, y Steve Lukather, guitarrista de la misma banda.
En 1975 formó su primera banda, «Karizma», junto a Michael Landau, David Garfield, Lenny Castro y Jimmy Johnson.
Durante trece años colaboró con James Taylor (Live, Hourglass, Never Die Young y New Moon Shine). Participó en la banda sonora de la película Grease y en el álbum de Olivia Newton-John Physical.

## Fallecimiento
Durante un descanso de una gira de James Taylor, el 7 de abril de 1998, con 41 años de edad, Vega se suicidó de un disparo. Si bien la mayoría de las informaciones de los medios de comunicación publicaron que murió en su casa, se llegó a decir que su cadáver se encontró en una carretera desierta de Los Ángeles.
Desde su muerte, se han celebrado conciertos anuales en su memoria, con la participación de bateristas como Steve Ferrone o John Robinson.

## Discografía seleccionada
- Caldera 1 - Caldera (1976)
- Sky Islands - Caldera (1977)
- Born Late - Shaun Cassidy (1977)
- Under Wraps - Shaun Cassidy (1978)
- Pretty Girls - Lisa Dal Bello (1979)
- He Who Rides the Tiger - Bernie Taupin (1980)
- This Time - Al Jarreau (1980)
- Bi-Coastal - Peter Allen (1980)
- Barry - Barry Manilow (1980)
- Give Me the Night - George Benson (1980)
- Physical - Olivia Newton-John (1981)
- Branigan - Laura Branigan (1982)
- Born to Love - Peabo Bryson, Roberta Flack (1983)
- Toni Basil - Toni Basil (1983)
- Best Kept Secret - Sheena Easton (1983)
- In Your Eyes - George Benson (1983)
- Emergency - Melissa Manchester (1983)
- Merciless - Stephanie Mills (1983)
- Beyond Saturday Night - Sam Phillips (1983)
- Branigan 2 - Laura Branigan (1983)
- Airborne - Don Felder (1983)
- How Many Times Can We Say Goodbye - Dionne Warwick (1983)
- Bombom - Rita Lee (1983)
- A Private Heaven - Sheena Easton (1984)
- Self Control - Laura Branigan (1984)
- Straight from the Heart - Peabo Bryson (1984)
- Dancing with Danger - Sam Phillips (1984)
- Black and White in a Grey World - Sam Phillips (1985)
- Sleeping with Girls - Stephen Bishop (1985)
- Schuur Thing - Diane Schuur (1985)
- 20/20 - George Benson (1985)
- Soul Kiss - Olivia Newton-John (1985)
- Finder of Lost Loves - Dionne Warwick (1985)
- Mathematics - Melissa Manchester (1985)
- Nine Lives - Bonnie Raitt (1986)
- They Don't Make Them Like They Used To - Kenny Rogers (1986)
- Headed for the Future - Neil Diamond (1986)
- Hot on the Trail - Deniece Williams (1986)
- Winner in You - Patti LaBelle (1986)
- Earth Run - Lee Ritenour (1986)
- Everlasting - Natalie Cole (1987)
- Emotion - Juice Newton (1987)
- Touch - Laura Branigan (1987)
- Brazilian Romance - Sarah Vaughan (1987)
- Reservations for Two - Dionne Warwick (1987)
- After Dark - Ray Parker Jr. (1987)
- The Way Back Home - Vince Gill (1987)
- Cher - Cher (1987)
- Land of Dreams - Randy Newman (1988)
- Till I Loved You - Barbra Streisand (1988)
- Heart's Horizon - Al Jarreau (1988)
- Justice - Steve Camp (1988)
- The Rumour - Olivia Newton-John (1988)
- Never Die Young - James Taylor (1988)
- The Best Years of Our Lives - Neil Diamond (1988)
- Cry Like a Rainstorm, Howl Like the Wind - Linda Ronstadt, Aaron Neville (1989)
- Lukather - Steve Lukather (1989)
- Heart of Stone - Cher (1989)
- Some People's Lives - Bette Midler (1990)
- Pure Schuur - Diane Schuur (1991)
- Lovescape - Neil Diamond (1991)
- Warm Your Heart - Aaron Neville (1991)
- New Moon Shine - James Taylor (1991)
- Love Hurts - Cher (1991)
- Romance - Luis Miguel (1991)
- When You're a Boy - Susanna Hoffs (1991)
- Rendezvous - Christopher Cross (1992)
- I Still Believe in You - Vince Gill (1992)
- Soul Talkin' - Brenda Russell (1993)
- Up on the Roof: Songs from the Brill Building - Neil Diamond (1993)
- River of Souls - Dan Fogelberg (1993)
- Let There Be Peace on Earth - Vince Gill (1993)
- When Love Finds You - Vince Gill (1994)
- Turbulent Indigo - Joni Mitchell (1994)
- Falling Forward - Julia Fordham (1994)
- The Christmas Album, Volume II - Neil Diamond (1994)
- If My Heart Had Wings - Melissa Manchester (1995)
- High Lonesome Sound - Vince Gill (1996)
- It's Good, Eve - Vonda Shepard (1996)
- Hourglass - James Taylor (1997)
- Wanting - Gabriela Anders (1998)
- Timbre - Sophie B. Hawkins (1999)